# 2023-as Formula–1 bahreini nagydíj
A bahreini nagydíj lesz a 2023-as Formula–1 világbajnokság első futama volt, amelyet 2023. március 3. és március 5. között rendeztek meg a Bahrain International Circuit versenypályán, Szahírban, mesterséges fényviszonyok között.

## Választható keverékek
| Abroncs              | Friss | Használt |
| -------------------- | ----- | -------- |
| Kemény keverék (C1)  |       |          |
| Közepes keverék (C2) |       |          |
| Lágy keverék (C3)    |       |          |
| Átmeneti esőgumi (I) |       |          |
| Teljes esőgumi (W)   |       |          |

## Szabadedzések

### Első szabadedzés
A bahreini nagydíj első szabadedzését március 3-án, pénteken délután tartották, magyar idő szerint 12:30-tól.
| helyezés | versenyző        | csapat/motor          | elért idő | különbség | futott kör |
| -------- | ---------------- | --------------------- | --------- | --------- | ---------- |
| 1        | Sergio Pérez     | Red Bull-Honda RBPT   | 1:32,758  | −         | 21         |
| 2        | Fernando Alonso  | Aston Martin-Mercedes | 1:33,196  | +0,438    | 22         |
| 3        | Max Verstappen   | Red Bull-Honda RBPT   | 1:33,375  | +0,617    | 21         |
| 4        | Lando Norris     | McLaren-Mercedes      | 1:34,165  | +1,407    | 21         |
| 5        | Charles Leclerc  | Ferrari               | 1:34,257  | +1,499    | 17         |
| 6        | Lance Stroll     | Aston Martin-Mercedes | 1:34,298  | +1,540    | 17         |
| 7        | Kevin Magnussen  | Haas-Ferrari          | 1:34,402  | +1,644    | 20         |
| 8        | Csou Kuan-jü     | Alfa Romeo-Ferrari    | 1:34,575  | +1,817    | 18         |
| 9        | Valtteri Bottas  | Alfa Romeo-Ferrari    | 1:34,689  | +1,931    | 20         |
| 10       | Lewis Hamilton   | Mercedes              | 1:34,917  | +2,159    | 13         |
| 11       | George Russell   | Mercedes              | 1:34,966  | +2,208    | 20         |
| 12       | Oscar Piastri    | McLaren-Mercedes      | 1:34,997  | +2,239    | 24         |
| 13       | Cunoda Júki      | AlphaTauri-Honda RBPT | 1:35,015  | +2,257    | 20         |
| 14       | Nico Hülkenberg  | Haas-Ferrari          | 1:35,043  | +2,285    | 22         |
| 15       | Esteban Ocon     | Alpine-Renault        | 1:35,105  | +2,347    | 20         |
| 16       | Nyck de Vries    | AlphaTauri-Honda RBPT | 1:35,402  | +2,644    | 25         |
| 17       | Pierre Gasly     | Alpine-Renault        | 1:35,455  | +2,697    | 22         |
| 18       | Logan Sargeant   | Williams-Mercedes     | 1:35,749  | +2,991    | 24         |
| 19       | Alexander Albon  | Williams-Mercedes     | 1:36,018  | +3,260    | 15         |
| 20       | Carlos Sainz Jr. | Ferrari               | 1:36,072  | +3,314    | 21         |

### Második szabadedzés
A bahreini nagydíj második szabadedzését március 3-án, pénteken délután tartották, magyar idő szerint 16:00-tól.
| helyezés | versenyző        | csapat/motor          | elért idő | különbség | futott kör |
| -------- | ---------------- | --------------------- | --------- | --------- | ---------- |
| 1        | Fernando Alonso  | Aston Martin-Mercedes | 1:30,907  | −         | 25         |
| 2        | Max Verstappen   | Red Bull-Honda RBPT   | 1:31,076  | +0,169    | 24         |
| 3        | Sergio Pérez     | Red Bull-Honda RBPT   | 1:31,078  | +0,171    | 26         |
| 4        | Charles Leclerc  | Ferrari               | 1:31,367  | +0,460    | 26         |
| 5        | Nico Hülkenberg  | Haas-Ferrari          | 1:31,376  | +0,469    | 25         |
| 6        | Lance Stroll     | Aston Martin-Mercedes | 1:31,450  | +0,543    | 28         |
| 7        | Pierre Gasly     | Alpine-Renault        | 1:31,475  | +0,568    | 24         |
| 8        | Lewis Hamilton   | Mercedes              | 1:31,543  | +0,636    | 27         |
| 9        | Lando Norris     | McLaren-Mercedes      | 1:31,570  | +0,663    | 27         |
| 10       | Csou Kuan-jü     | Alfa Romeo-Ferrari    | 1:31,586  | +0,679    | 27         |
| 11       | Esteban Ocon     | Alpine-Renault        | 1:31,608  | +0,701    | 25         |
| 12       | Valtteri Bottas  | Alfa Romeo-Ferrari    | 1:31,793  | +0,886    | 28         |
| 13       | George Russell   | Mercedes              | 1:31,882  | +0,975    | 25         |
| 14       | Carlos Sainz Jr. | Ferrari               | 1:31,956  | +1,049    | 28         |
| 15       | Oscar Piastri    | McLaren-Mercedes      | 1:32,024  | +1,117    | 27         |
| 16       | Kevin Magnussen  | Haas-Ferrari          | 1:32,110  | +1,203    | 18         |
| 17       | Alexander Albon  | Williams-Mercedes     | 1:32,440  | +1,533    | 28         |
| 18       | Cunoda Júki      | AlphaTauri-Honda RBPT | 1:32,525  | +1,618    | 27         |
| 19       | Nyck de Vries    | AlphaTauri-Honda RBPT | 1:32,605  | +1,698    | 28         |
| 20       | Logan Sargeant   | Williams-Mercedes     | 1:32,749  | +1,842    | 29         |

### Harmadik szabadedzés
A bahreini nagydíj harmadik szabadedzését március 4-én, szombat délután tartották, magyar idő szerint 12:30-tól.
| helyezés | versenyző        | csapat/motor          | elért idő | különbség | futott kör |
| -------- | ---------------- | --------------------- | --------- | --------- | ---------- |
| 1        | Fernando Alonso  | Aston Martin-Mercedes | 1:32,340  | −         | 13         |
| 2        | Max Verstappen   | Red Bull-Honda RBPT   | 1:32,345  | +0,005    | 13         |
| 3        | Sergio Pérez     | Red Bull-Honda RBPT   | 1:32,446  | +0,146    | 12         |
| 4        | Lewis Hamilton   | Mercedes              | 1:32,555  | +0,215    | 17         |
| 5        | Charles Leclerc  | Ferrari               | 1:32,624  | +0,284    | 21         |
| 6        | George Russell   | Mercedes              | 1:32,731  | +0,391    | 17         |
| 7        | Lance Stroll     | Aston Martin-Mercedes | 1:32,919  | +0,579    | 16         |
| 8        | Carlos Sainz Jr. | Ferrari               | 1:32,945  | +0,605    | 21         |
| 9        | Oscar Piastri    | McLaren-Mercedes      | 1:33,045  | +0,705    | 12         |
| 10       | Pierre Gasly     | Alpine-Renault        | 1:33.064  | +0,724    | 13         |
| 11       | Esteban Ocon     | Alpine-Renault        | 1:33,116  | +0,776    | 16         |
| 12       | Csou Kuan-jü     | Alfa Romeo-Ferrari    | 1:33,180  | +0,840    | 13         |
| 13       | Lando Norris     | McLaren-Mercedes      | 1:33,202  | +0,862    | 16         |
| 14       | Kevin Magnussen  | Haas-Ferrari          | 1:33,381  | +1,041    | 21         |
| 15       | Nico Hülkenberg  | Haas-Ferrari          | 1:33,423  | +1,083    | 23         |
| 16       | Cunoda Júki      | AlphaTauri-Honda RBPT | 1:33,475  | +1,135    | 15         |
| 17       | Valtteri Bottas  | Alfa Romeo-Ferrari    | 1:33,629  | +1,289    | 14         |
| 18       | Logan Sargeant   | Williams-Mercedes     | 1:33,665  | +1,325    | 15         |
| 19       | Alexander Albon  | Williams-Mercedes     | 1:33,882  | +1,542    | 15         |
| 20       | Nyck de Vries    | AlphaTauri-Honda RBPT | 1:34,082  | +1,742    | 18         |

## Időmérő edzés
A bahreini nagydíj időmérő edzését március 4-én, szombat délután tartották, magyar idő szerint 16:00-tól.
| helyezés              | rajtszám | versenyző        | csapat/motor          | 1. rész  | 2. rész    | 3. rész    | rajthely | futott kör |
| --------------------- | -------- | ---------------- | --------------------- | -------- | ---------- | ---------- | -------- | ---------- |
| 1                     | 1        | Max Verstappen   | Red Bull-Honda RBPT   | 1:31,295 | 1:30,503   | 1:29,708   | 1        | 15         |
| 2                     | 11       | Sergio Pérez     | Red Bull-Honda RBPT   | 1:31,479 | 1:30,746   | 1:29,846   | 2        | 15         |
| 3                     | 16       | Charles Leclerc  | Ferrari               | 1:31,094 | 1:30,282   | 1:30,000   | 3        | 17         |
| 4                     | 55       | Carlos Sainz Jr. | Ferrari               | 1:30,993 | 1:30,515   | 1:30,154   | 4        | 18         |
| 5                     | 14       | Fernando Alonso  | Aston Martin-Mercedes | 1:31,158 | 1:30,645   | 1:30,336   | 5        | 15         |
| 6                     | 63       | George Russell   | Mercedes              | 1:31,057 | 1:30,507   | 1:30,340   | 6        | 15         |
| 7                     | 44       | Lewis Hamilton   | Mercedes              | 1:31,543 | 1:30,513   | 1:30,384   | 7        | 15         |
| 8                     | 18       | Lance Stroll     | Aston Martin-Mercedes | 1:31,184 | 1:31,127   | 1:30,836   | 8        | 18         |
| 9                     | 31       | Esteban Ocon     | Alpine-Renault        | 1:31,508 | 1:30,914   | 1:30,984   | 9        | 15         |
| 10                    | 27       | Nico Hülkenberg  | Haas-Ferrari          | 1:31,204 | 1:30,809   | idő nélkül | 10       | 17         |
| 11                    | 4        | Lando Norris     | McLaren-Mercedes      | 1:31,652 | 1:31,381   |            | 11       | 13         |
| 12                    | 77       | Valtteri Bottas  | Alfa Romeo-Ferrari    | 1:31,504 | 1:31,443   |            | 12       | 12         |
| 13                    | 24       | Csou Kuan-jü     | Alfa Romeo-Ferrari    | 1:31,615 | 1:31,473   |            | 13       | 12         |
| 14                    | 22       | Cunoda Júki      | AlphaTauri-Honda RBPT | 1:31,400 | 1:32,510   |            | 14       | 15         |
| 15                    | 23       | Alexander Albon  | Williams-Mercedes     | 1:31,461 | idő nélkül |            | 15       | 8          |
| 16                    | 2        | Logan Sargeant   | Williams-Mercedes     | 1:31,652 |            |            | 16       | 6          |
| 17                    | 20       | Kevin Magnussen  | Haas-Ferrari          | 1:31,892 |            |            | 17       | 6          |
| 18                    | 81       | Oscar Piastri    | McLaren-Mercedes      | 1:32,101 |            |            | 18       | 7          |
| 19                    | 21       | Nyck de Vries    | AlphaTauri-Honda RBPT | 1:32,121 |            |            | 19       | 9          |
| 20                    | 10       | Pierre Gasly     | Alpine-Renault        | 1:32,181 |            |            | 20       | 6          |
| 107%-os idő: 1:37,362 |          |                  |                       |          |            |            |          |            |

## Futam
A bahreini nagydíj futama március 5-én, vasárnap délután tartották, magyar idő szerint 16:00-kor.
| helyezés | rajtszám | versenyző        | csapat/motor          | futott kör | idő/kiesés oka | rajthely | pont |
| -------- | -------- | ---------------- | --------------------- | ---------- | -------------- | -------- | ---- |
| 1        | 1        | Max Verstappen   | Red Bull-Honda RBPT   | 57         | 1:33:56,736    | 1        | 25   |
| 2        | 11       | Sergio Pérez     | Red Bull-Honda RBPT   | 57         | +11,987        | 2        | 18   |
| 3        | 14       | Fernando Alonso  | Aston Martin-Mercedes | 57         | +38,637        | 5        | 15   |
| 4        | 55       | Carlos Sainz Jr. | Ferrari               | 57         | +48,052        | 4        | 12   |
| 5        | 44       | Lewis Hamilton   | Mercedes              | 57         | +50,977        | 7        | 10   |
| 6        | 18       | Lance Stroll     | Aston Martin-Mercedes | 57         | +54,502        | 8        | 8    |
| 7        | 63       | George Russell   | Mercedes              | 57         | +55,873        | 6        | 6    |
| 8        | 77       | Valtteri Bottas  | Alfa Romeo-Ferrari    | 57         | +1:12,647      | 12       | 4    |
| 9        | 10       | Pierre Gasly     | Alpine-Renault        | 57         | +1:13,753      | 20       | 2    |
| 10       | 23       | Alexander Albon  | Williams-Mercedes     | 57         | +1:29,774      | 15       | 1    |
| 11       | 22       | Cunoda Júki      | AlphaTauri-Honda RBPT | 56         | +1:30,870      | 14       |      |
| 12       | 2        | Logan Sargeant   | Williams-Mercedes     | 57         | +1 kör         | 16       |      |
| 13       | 20       | Kevin Magnussen  | Haas-Ferrari          | 56         | +1 kör         | 17       |      |
| 14       | 21       | Nyck de Vries    | AlphaTauri-Honda RBPT | 56         | +1 kör         | 19       |      |
| 15       | 27       | Nico Hülkenberg  | Haas-Ferrari          | 56         | +1 kör[a]      | 10       |      |
| 16       | 24       | Csou Kuan-jü     | Alfa Romeo-Ferrari    | 56         | +1 kör         | 13       |      |
| 17       | 4        | Lando Norris     | McLaren-Mercedes      | 55         | +2 kör         | 11       |      |
| Ki       | 31       | Esteban Ocon     | Alpine-Renault        | 41         | erőforrás      | 9        |      |
| Ki       | 16       | Charles Leclerc  | Ferrari               | 39         | erőforrás      | 3        |      |
| Ki       | 81       | Oscar Piastri    | McLaren-Mercedes      | 13         | elektronika    | 18       |      |

Megjegyzések:
- ↑ a:  Nico Hülkenberg 15 másodperces időbüntetést kapott, mivel többször is elhagyta a pályát négy kerékkel, de a büntetés nem befolyásolta a helyezését.[4][5]

## A világbajnokság állása a verseny után
| H   | Versenyzők       | Pont | H   | Konstruktőrök         | Pont |
| --- | ---------------- | ---- | --- | --------------------- | ---- |
| 1.  | Max Verstappen   | 25   | 1.  | Red Bull-Honda RBPT   | 43   |
| 2.  | Sergio Pérez     | 18   | 2.  | Aston Martin-Mercedes | 23   |
| 3.  | Fernando Alonso  | 15   | 3.  | Mercedes              | 16   |
| 4.  | Carlos Sainz Jr. | 12   | 4.  | Ferrari               | 12   |
| 5.  | Lewis Hamilton   | 10   | 5.  | Alfa Romeo-Ferrari    | 4    |
| 6.  | Lance Stroll     | 8    | 6.  | Alpine-Renault        | 2    |
| 7.  | George Russell   | 6    | 7.  | Williams-Mercedes     | 1    |
| 8.  | Valtteri Bottas  | 4    | 8.  | AlphaTauri-Honda RBPT | 0    |
| 9.  | Pierre Gasly     | 2    | 9.  | Haas-Ferrari          | 0    |
| 10. | Alexander Albon  | 1    | 10. | McLaren-Mercedes      | 0    |

(A teljes táblázat)

## Statisztikák
- Vezető helyen:
  - Max Verstappen: 54 kör (1-14 és 18-57)
  - Sergio Pérez: 3 kör (15-17)
- Max Verstappen 21. pole-pozíciója és 36. futamgyőzelme.
- Csou Kuan-jü 2. versenyben futott leggyorsabb köre.
- A Red Bull Racing 93. futamgyőzelme.
- Max Verstappen 78., Sergio Pérez 27., Fernando Alonso 99. dobogós helyezése.
- Oscar Piastri és Logan Sargeant első Formula–1-es nagydíja.
- Az Aston Martin 50. Formula–1-es nagydíja.